# Vingolf
Vingolf (fornnordiska, av förledet vinr – "vän", alternativt vín – "vin", och efterldet gólf – "golv", ungefär "vänskapssalen" eller "vinsalen") är i nordisk mytologi asynjornas boning i Asgård där Oden låter enhärjar vistas.

## Källtexterna
Ordet Vingólf omtalas tre gånger i Snorre Sturlassons Edda, närmare bestämt i Gylfaginning, kapitlen 3, 14 och 20. Huruvida det var Snorre själv som hittade på namnet, eller om det är ett gammalt mytologiskt begrepp, kan vi inte veta. Namnet förekommer inte i någon annan källskrift, varken i den poetiska Eddan eller i skaldediktningen.

### Gylfaginning
Kapitel 3:
I tredje kapitlet besvarar tre män, Hög, Jämnhög och Tredje, Gangleres fråga vem som är högst och äldst av alla gudar. Svaret blir att den guden kallas Allfader, och om honom sägs bland annat följande:
| Det största är att han skapade människan och gav henne ande, som skall leva och aldrig förgås, även om kroppen multnar till jord eller brinner till aska. Och alla människor som är rättrådiga skall leva och vara hos honom på en plats som heter Gimle eller Vingolf, men onda människor kommer till Hel och därifrån till Nifelhel nere i den nionde världen. Översättning: Karl G. Johansson och Mats Malm | Hitt er mest er hann gerði manninn ok gaf honum ǫnd þá er lifa skal ok aldri týnask, þótt líkaminn fúni at moldu eða brenni at ǫsku. Ok skulu allir menn lifa þeir er rétt eru siðaðir ok vera með honum sjálfum þar sem heitir Gimlé eða Vingólf, en vándir menn fara til Heljar ok þaðan í Niflhel, þat er niðr í inn níunda heim. Anthony Faulkes normalisering |  |

Här påstås Vingolf vara identisk med Gimle, men tillägget ”eða Vingólf” (”eller Vingolf”) är en interpolation som finns i vissa handskrifter, men saknas i Codex Trajectinus och Uppsala-Eddan. Vingolf har troligen ingenting med Gimle att göra.
Kapitel 14:
Det andra omnämnandet finns i kapitel 14. Här får Ganglere veta hur ”borgen” Asgård började bebyggas:
| Först tillsatte han [=Oden] styresmän och bjöd dem att döma med honom över människornas öden och besluta hur borgen skulle ordnas. Det var mitt i borgen, på Idavall. Deras första verk var att bygga ett hov där deras högsäten skulle stå, tolv stycken och så det högsätet som är Odens. Det huset är det största och mest välbyggda på jorden. Både utan och innan är hela huset som rent guld. Det stället kallar man Gladsheim. De byggde en sal till, det var gudinnornas helgedom och den var mycket praktfull. Det huset kallas Vingolf. Översättning: Karl G. Johansson och Mats Malm | Í upphafi setti hann stjórnarmenn ok beiddi þá at dœma með sér ørlǫg manna ok ráða um skipun borgarinnar. Þat var þar sem heitir Iðavǫllr í miðri borginni. Var þat hit fyrsta þeira verk at gera hof þat er sæti þeira standa í, tólf ǫnnur en hasætit þat er Alfǫðr á. Þat hús er bezt gert á jǫrðu ok mest. Allt er þat útan ok innan svá sem gull eitt. Í þeim stað kalla menn Glaðsheim. Annan sal gerðu þeir, þat var hǫrgr er gyðjurnar áttu, ok var hann allfagr. Þat hús kalla menn Vingólf. Anthony Faulkes normalisering |  |

I Grímnismál är Gladsheim den nejd där Valhall ligger, men att döma av vad Snorre skriver, både här och på andra ställen, verkar han ha uppfattat ’Gladsheim’ som synonymt med ’Valhall’. Vingolf beskriver han som ett annex till Valhall. Ordet gyðjur, som här har översatts ’gudinnor’, kan också betyda ’prästinnor’.
Kapitel 20:
| Oden heter Allfader därför att han är alla gudarnas far. Han heter också Valfader, eftersom alla som faller på valplatsen blir hans söner. Han ger dem plats i Valhall och Vingolf, och då kallas de enhärjar. Översättning: Karl G. Johansson och Mats Malm | Óðinn heitir Alfǫðr, þvíat hann er faðir allra goða. Hann heitir ok Valfǫðr, þvíat hans óskasynir eru allir þeir er í val falla. Þeim skipar hann Valhǫll ok Vingólf, ok heita þeir þá einherjar. Anthony Faulkes normalisering |  |

Ordet óskasynir, som här bara översatts ”söner”, betyder ”adopterade söner” (av ósk-, ’önske-’). Det viktiga i denna text är, enligt Finnur Jónsson, att det står ”Valhall och Vingolf” (Valhǫll ok Vingólf). Det är alltså inte så att Vingolf är ett annat namn på Valhall, utan det rör sig om två olika platser. De som stupat i strid hamnar antingen i Valhall eller i Vingolf.

## Tolkningar
Att de fallna delas upp i två olika grupper omtalas också i Grímnismál, strof 14:
| Folkvang är den nionde, och Freja där råder för hur sittplats i sal skall fördelas; hälften av de fallna har hon att välja, den andra Oden har. Erik Brate, 1913. | Den nionde är Folkvang, där Freja råder och delar ut säten i salen; hälften av de fallne blir hennes var dag och Odin får andra hälften. Björn Collinder, 1993. | Folkvangr es hinn níundi, ęn þar Fręyja ræðr sessa kostum í sal; halfan val hón kýss hvęrjan dag, en halfan Óðinn á. Finnur Jónssons normalisering, 1932. |  |

Samma uppdelning av de fallna beskrivs av Snorre Sturlasson på följande sätt i Gylfaginning, kapitel 24:
| Freja är den yppersta av asynjorna. Hon har en gård i himlen som heter Folkvang och var hon än kommer till striden får hon hälften av de fallna, men den andra hälften får Oden (– – –). Hennes sal heter Sessrumne, den är stor och praktfull. Översättning: K.G. Johansson och Mats Malm | En Freyja er ágætust af Ásynjum. Hon á þann bœ á himni er Fólkvangar heita, ok hvar sem hon ríðr til vígs þá á hon hálfan val, en hálfan Óðinn (– – –). Salr hennar Sessrúmnir, hann er mikill ok fagr. Anthony Faulkes normalisering |  |

Vi har alltså att göra med ett gudapar som råder över krig, och som delar de fallna mellan sig. Odens kämpar hamnar i Valhall, medan de som tillfaller hans hustru får bostad i Vingolf. Från början hette gudaparet Od och Freja, vilket senare blev till Oden och Frigg, men vi vet inte hur förändringen har gått till. Ännu på vikingatiden var Freja starkt förknippad med valkyrior, vilket tycks vara ett arv från hennes roll som krigsgudinna. Namnet Folkvangr – ordet kan översättas ”slagfält” – bör nog ”närmast förstås som namn på den slätt (nejd), där själva hallen, Vingolf, var belägen,” skriver Finnur Jónsson. Detta betyder att Vingolf är samma ”sal” som i Snorres Edda även kallas Sessrúmnir, ”den som rymmer många sittplatser, bänkar”.
Källorna nämner inte efter vilka kriterier som de fallna krigarna delades upp. Men kvinnor som fallit i strid hamnade nog i Vingolf.

## Namnet
Vingólf brukar översättas ”Vänsalen” (med liknande varianter) av vinr, ’vän’ och gólf, ’avdelat utrymme’, som, om ordet uppfattas som pluralis, får innebörden ’sal’, ’hus’ och dylikt. Finnur Jónsson skriver ”det venlige, hyggelige hus”. Att det just är vinr (’vän’) som är ordets förled tycks vara den mest etablerade uppfattningen. Guðbrandur Vigfússon påpekade dock att förledet även kan vara det feminina substantivet vin, ’oas; grön betesmark, äng’. Själv beskrev han Vingólf som ”lycksalighetens hus” i nordisk mytologi, ett slags Elysium eller Sanssouci. Finnur Jónsson tar också upp denna möjlighet. Vin- skulle då kunna betyda ungefär samma sak som -vangr i Folkvangr, det vill säga en gräsbevuxen slätt. Vingolf blir då ’(strids-)slättens hus’, det vill säga ’huset som ligger i Folkvang’.
En tredje översättning föreslogs av Walter Braune 1889. Han gissade att det var Snorre själv som hade hittat på ordet och antog att förledet skulle ha lång vokal. Stavningen blir då Víngólf, vilket kan betyda ’vinsal’, ’gilleshus’ och liknande. Hypotesen har dock kritiserats, främst med utgångspunkt från isländsk tradition. Laufás-Eddans skapare, Magnús Ólafsson, översatte namnet locus beatorum (’de välsignades plats’) och i Resens Edda-utgåva (1665) förklaras namnet som ”gode Venners Gulff eller Venners Pallatz”. Förutom att läsningen Vín- (med lång vokal) är obevisbar, tillför den ingenting till förståelsen av begreppet.